# Јуриј Љвович Ракитин
Јуриј Љвович Ракитин (рус. Юрий Львович Ракитин) (право презиме Јоњин) (Харков, Руска Империја, 23. мај 1882 - Нови Сад, 21. јул 1952), редитељ, позоришни радник, педагог и глумац.

## Рођење и школовање
Јуриј Љвович Ракитин, родио се као Јоњин. Био је син Лава Алексејевича Јоњина, судског приправника и Лидије, рођене Козлов. Услед очевих честих премештаја (напредовања у послу) породица се стално селила, па се Ракитин школовао у више градова. Основну школу и три разреда гимназије завршио је у Калуги, где му је отац био истражни судија, а четврти разред завршава у Првој московској класичној гимназији јер је Лав Јонин у Москви постављен за судију окружног суда. Од петог до осмог разреда, до матуре, Ракитин похађа гимназију у Иркутску пошто му је отац у томе граду постављен за апелационог судију.
Веома рано је постао заљубљеник у позориште. Већ након 1902. године, када је матурирао, почиње да организује дилетантске представе и сам у њима да глуми. Иако је то било против очеве воље, све више се посвећује позоришту, тако да је у пролеће 1905. године у Петрограду завршио трогодишњу Глумачку школу при императорским театрима, у класи великог глумца Владимира Н. Давидова. Ракитинова дипломска представа Вишњик А. П. Чехова изведена је у пролеће 1905. године. Пред сам дипломски, из обзира према очевом државном звању, Јуриј Љвович Јоњин узима уметничко име Ракитин.

## Позориште
Убрзо потом, Ракитин бива ангажован у Театар-студију, којим је руководио бунтовни Всеволод Е. Мајерхољд. Чланови овог Студија били су углавном млади глумци ангажовани на налажењу нових театарских форми. У подмосковском месту Пушкино, Ракитин у саставу ове трупе проводи цело лето и заједно спремају комаде Метерлинка, Хауптмана и Ибзена. Студио је кратко време постојао, до јесени 1905. године. Након тога је Ракитин режирао и глумио у Тифлису (Тбилиси) од 1906. до 1907, у Московском художесественом театру од 1908. до 1911; од 1912. до 1917. редитељ је Александринског театра у Петрограду.

## Немири
Током Октобарске револуције 1917. затекао се у Петрограду и већ као афирмисани редитељ и асистент Мајерхољда - члана позоришних одбора и комисија. Пошто су уследиле неподношљива глад, смањене могућности за професионални рад, а сам Ракитин није делио идеје "црвених", преселио се на имање рођака поред Гомеља (Белорусија), где су му већ били жена и једногодишњи син Никита. Након тога крећу сталне селидбе и понеки ангажман у Кијеву, Харкову, Одеси и на Криму
Стигавши у Цариград, 1920. године напушта отаџбину, у коју се никада више неће вратити.

## Народно позориште у Београду и Београд
Иако је имао намеру да се из Цариграда пресели за Париз. На позив Милана Грола, управника Народног позоришта у Београду улази 1921. године у свет српског позоришта у којем ће остати до краја. У тим веома мукотрпним почецима рада на српским просторима, сарађивао је са редитељем Михаилом Исајловићем.
Између два рата, режирао је 90 драмских дела (трагедије, водвиље, комедије) и 8 опера. Такође је пре рата сарађивао са српским листовима у руској емигрантској штампи. Ту је објављивао позоришне расправе, сећања на савременике и своје успомене. Био је активан у емигрантским организацијама, редакцијама новина, аматерским позоришним трупама, у Савезу руских писаца и новинара у Југославији. Одликован је орденима Св. Саве 4. и 3. реда (1923. и 1940).
Ракитин је све до 1947. режирао у београдском Народном позоришту, али је гостовао и у Скопљу (1922/23) и у Сарајеву (1923/24).
За време Другог светског рата, био је тешко болестан, преживео је неколико операција због чега је лежао више од две и по године. У том периоду режирао је само две представе. Након рата, због одређеног идеолошког неслагања, на Глигорићеву иницијативу, Ракитину је 1946. одузета режија Кола мудрости двоја лудости Островског и бива пензионисан као неподобан.

## Нови ангажмани и Нови Сад
Током лета исте године гостује три месеца у Новом Саду и режира три представе (Молијеровог Тартифа, Гогољевог Ревизора и три Чеховљеве једночинке: Медвед, Просидба и Свадба), а сезону 1946/47. хонорарно режира у Шапцу.
Наредне сезоне (1947/48) Ракитин је реактивиран и постављен за сталног редитеља Српског (тада Војвођанског) народног позоришта у Новом Саду, у којем остаје до смрти, 1952. године. У том периоду (1947—1952) на сцени Српског народног позоришта поставио је на сцену десет представа.
"Поред редитељског посла Јуриј Ракитин се бавио и педагошким радом како у Београду, тако и у Новом Саду. У Глумачкој школи у Београду код њега су учили: Раша Плаовић, Мата Милошевић, Милан Ајваз, Дара Милошевић, Невенка Урбанова, Бора Ханауска, Теја Тадић и други. Глуму је предавао у Новом Саду, прво у Драмском студију, а потом у Државној позоришној школи. Режирао је две представе (1949) својих ученика, међу којима су се истицали Стеван Шалајић и Мира Бањац."

## Смрт и завештање
Сахрањен је у Новом Саду, у Руској парцели на Успенском гробљу. Његова заоставштина (дневници, документа, рукописи, фотографије) Јурија Љвовича Ракитина налазе се у великом броју у Позоришном музеју Војводине. 

## Ракитинове режије у Српском народном позоришту:
1. Жан Батист Поклен Молијер - Тартиф
2. Максим Горки - Васа Железнова
3. Александар Николајевич Островски - Девојка без мираза
4. Александар Николајевич Островски - Вуци и овце
5. Жан Батист Поклен Молијер - Грађанин племић
6. Антон Павлович Чехов - Вишњик
7. Александар Николајевич Островски - Без кривице криви
8. Хенрик Ибзен - Дивља патка
9. Карло Голдони - Мирандолина
10. Лав Николајевич Толстој - Живи леш
11. Жан Батист Поклен Молијер - Учене жене[1]

## О Ракитину
„Ракитин, је без сумње, био један од најзначајнијих редитељау историји српског позоришта и својим стваралачким умећем оставио је траг дуг 32 године. И критика, а и сами актери његових представа окарактерисали су Ракитинов целокупан редитељски рад као висока уметничка остварења. Представа Вишњик ушла је у антологијске представе, не само Српског народног позоришта већ целокупног српског театра... Ова је представа названа Ракитиновом лабудовом песмом, и вероватно је његово најбоље уметничко остварење. Један критичар је рекао да се 'на Ракитиновим представама поправљају душе, искорењују страсти и отварају очи пред заблудама'”